# گفتگویی طولانی با یک پرنده
گفتگویی طولانی با یک پرنده (لهستانی: Długa rozmowa z ptakiem؛ ‏آلمانی: Das lange Gespräch mit dem Vogel) یک تله‌فیلم درام آلمانی به کارگردانی کشیشتف زانوسی است که در سال ۱۹۹۲ منتشر شد.

## گزیدهٔ بازیگران
- دانیل اولبریخسکی
- ییرژی منتسل
- هانه‌لوره السنر
- بریژیت فوسی
- رابرت پاول
- رودیگر فوگلر
- ایزولده بارت